# Sněžné, Žďár nad Sázavou
Sněžné là một chợ huyện thuộc huyện Žďár nad Sázavou, vùng Vysočina, Cộng hòa Séc.